# Спорт в Ирландии

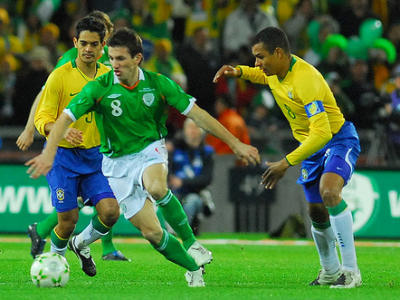
Матч по футболу между сборными Ирландии и Бразилии

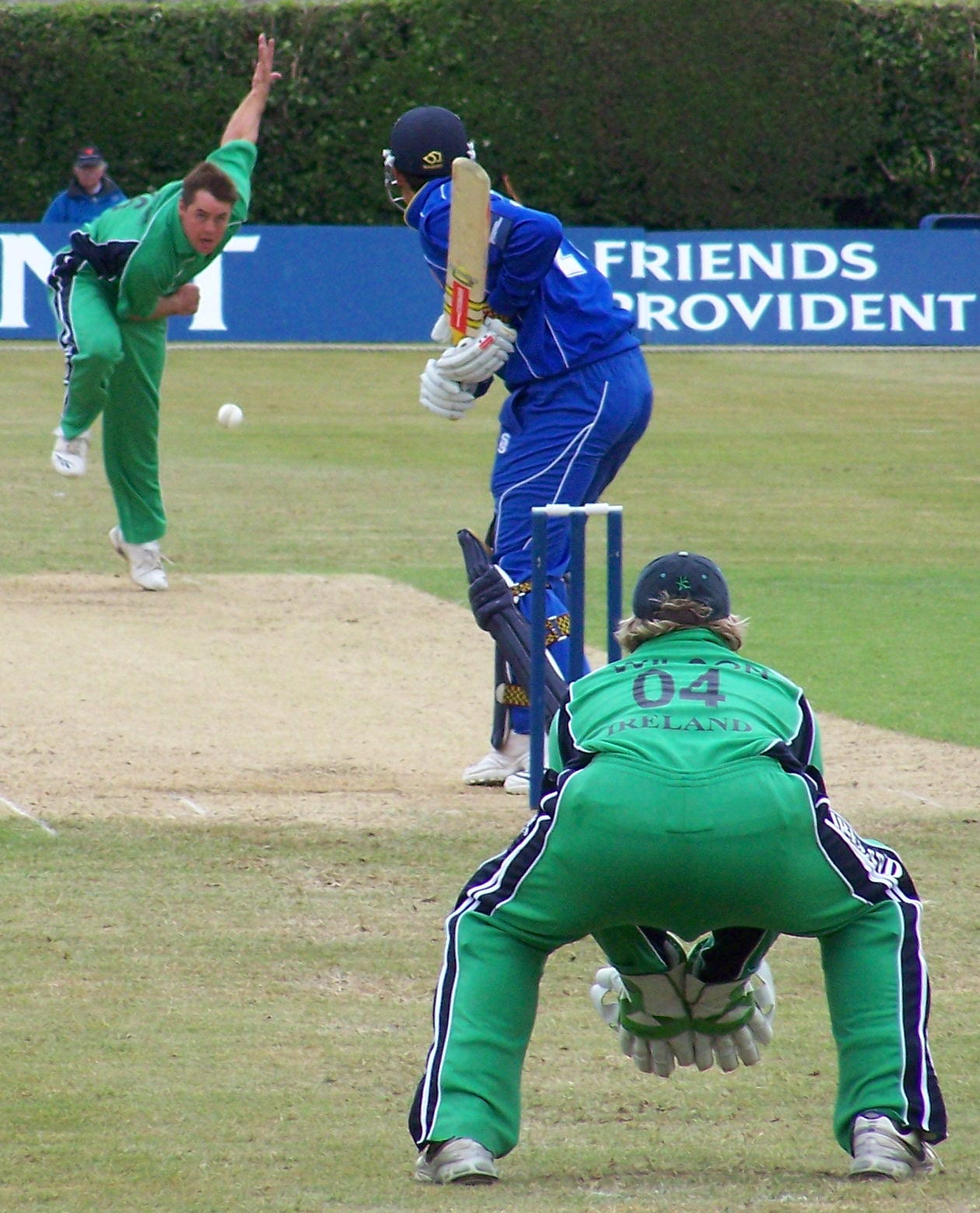
Игра в крикет

Спорт в Ирландии популярен и широко распространён. Население активно занимается спортом и участвует в соревнованиях. В Ирландии культивируется немало разнообразных видов спорта. По данным на 2003 год самыми посещаемыми были матчи команд по гэльскому футболу — 34 % от общего числа посещений спортивных соревнований, на втором месте хёрлинг (ирландская разновидность хоккея на траве) — 23 %, далее традиционный футбол (16 %) и регби (8 %). Самым популярным спортивным событием страны является Всеирландский футбольный финал (англ. All-Ireland Football Final, ирл. Craobh Shinsear Peile na hÉireann), финальный матч чемпионата Ирландии по гэльскому футболу По количеству занимающихся лидируют футбол (первое место среди игровых видов спорта), плавание, гольф, аэробика, велоспорт, гэльский футбол и бильярд/снукер. Также популярностью пользуются бокс, скачки, конкур, собачьи бега, баскетбол, рыбалка, гэльский гандбол, автоспорт, стрельба и теннис.
Традиционные ирландские виды спорта регулируются Гэ́льской атлети́ческой ассоциа́цией (ирл. Cumann Lúthchleas Gael), крупнейшей в Ирландии организацией спортсменов-непрофессионалов, объединяющей 2500 отделений и 800 000 спортсменов-непрофессионалов. Основная задача ассоциации развитие и популяризация таких видов спорта как гэльский футбол, хёрлинг, камоги, гэльский гандбол и гэльская лапта.
В Ирландии большинство видов спорта, включая бокс, хоккей, академическая гребля, крикет, регби, гэльский футбол и хёрлинг, организованы на общеирландской основе, с едиными национальными командами, представляющими в международных соревнованиях всю Ирландию, включая Северную. Другие виды спорта, такие как футбол и нетбол, имеют отдельные организации в Северной Ирландии и Республике Ирландия. На Олимпийских играх спортсменам из Северной Ирландии приходится выбирать какую страну они будут представлять, либо Ирландию либо Великобританию.
По состоянию на 2024 год ирландские спортсмены за время участия в Олимпийских играх завоевали 42 олимпийские медали (15 золотых), в том числе 19 медалей в боксе.

## Гэльский футбол

Поле для игры в гэльский футбол

Самый популярный вид спорта в Ирландии по традиции называется «футбол» (англ. football), представляя собой разновидность регби и не имея отношения к гораздо более популярному в мире английскому футболу (англ. association football). Во избежание путаницы его называют «гэльский футбол» (ирл. Peil, Peil Ghaelach или Caid, англ. Gaelic football or Gaelic). Это один из традиционных ирландских видов спорта, первое упоминание о котором датируется 1308 годом. С конца XIX века гэльский футбол официально организован в рамках Гэльской атлетической ассоциации (ГАА). Гэлик самый популярный вид спорта в Ирландии по посещаемости матчей — на важнейшие игры национального чемпионата собирается до 80 тысяч зрителей.
Турниры проходят в четырёх возрастных группах: среди несовершеннолетних, юниоров (до 18 лет), молодёжи (до 21 года) и взрослых. Все игроки — любители, поэтому не имеют право получать зарплату или какие-то премиальные (равно как и тренеры), хотя ведущие футболисты могут получать гранты и помощь от спонсоров. Каждый гэльский футболист играет за местный клуб или приходскую команду, лучших отбирают для участия в матчах между сборными графств, а также чтобы играть в Межпровинциальном чемпионате (англ. Interprovincial Championship, ирл. An Corn Idir-Chúigeach), он же Железнодорожный кубок (англ. Railway Cup, ирл. Corn an Iarnróid) и в матчах International rules football (ирл. Peil na rialacha idirnáisiunta), в которых команды по гэльскому футболу встречаются с командами по австралийскому футболу. Основными национальными соревнованиями являются Всеирландский старший футбольный чемпионат (англ. All-Ireland Senior Football Championship or ирл. Craobh Shinsear Peile na hÉireann) и турнир Национальной футбольной лиги (англ. National Football League, NFL; англ. Sraith Náisiúnta Peile), в котором участвуют команды ирландских графств и Лондона.
Сезон гэльского футбола начинается с предварительных соревнований и матчей NFL. С мая по июль команды 32 графств, а также Нью-Йорка и Лондона играют в рамках Всеирландского чемпионата. Каждая из четырёх провинций имеет свой собственный турнир, по итогам которых отбираются восемь команд для участия во Всеирландской серии. В августе и сентябре проходят четверть- и полуфинальные матчи. Всеирландский финал традиционно проводится в третье воскресенье сентября в Дублине на стадионе «Кроук Парк». Чаще всего, 36 раз, чемпионом Ирландии становилась команда графства Керри. Традиционно большое внимание публики привлекают матчи между командами Дублинского региона и графства Мит, а также графств Корк и Керри. Крупнейшими стадионами для игры в гэлик в стране являются «Кроук Парк» в Дублине (82 300 мест, в том числе 76500 сидячих), Semple Stadium в Тёрлсе (53 500 мест, в том числе 36 000 сидячих), Gaelic Grounds в Лимерике (49 866 мест, в том числе 35 000 сидячих), Páirc Uí Chaoimh в Корке (43 550 мест, в том числе 19 500 сидячих) и «Стадион Фицджеральда» в Килларни (43 180 мест, в том числе 900 сидячих).

## Хёрлинг

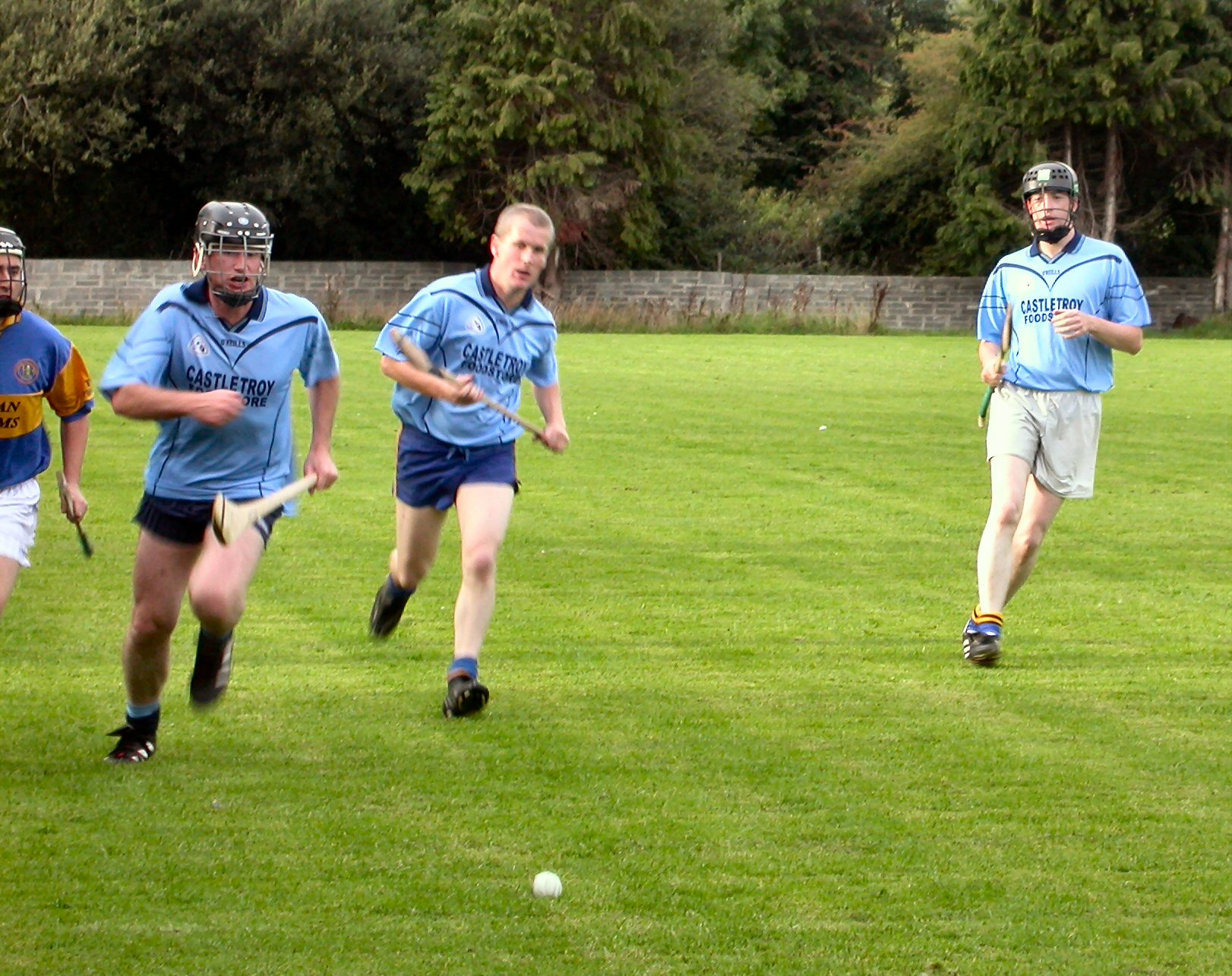
Игроки в хёрлинг

Хёрлинг (англ. Hurling; ирл. Iománaíocht/Iomáint) — второй по популярности в Ирландии вид спорта — командная игра на открытом воздухе древнего гэльского происхождения, близкая к хоккею на траве и находящяяся в ведении Гэльской атлетической ассоциации (ГАА). Считается, что хёрлингу уже более 3000 лет. Письменные упоминания о нём встречаются в ирландском праве начиная с V века. Это один из традиционных для Ирландии видов спорта и он близок к гэльскому футболу, в том числе по размерам и конфигурации поля, количеству игроков и многим терминам. Существует аналогичная игра для женщин под названием камоги (ирл. Camógaíocht). Хёрлинг близок к другой гэльской командной игре — «детский хоккей» (англ. Shinty; гэльск. Camanachd/Iomain), в которую играют в основном в Шотландии.
В 1879 году в дублинском Тринити-колледже был основан Ирландский союз хёрлинга (англ. Irish Hurling Union) и предпринята одна из первых современных попыток стандартизировать правила игры. Очень важную роль в развитии хёрлинга сыграла ГАА, созданная в 1884 году. Благодаря ей удалось объединить ранее разрозненные команды, подготовить общий свод правил и организовать провинциальные чемпионаты и Всеирландский старший чемпионат по хёрлингу (англ. All-Ireland Senior Hurling Championship; ирл. Craobh Shinsear Iomána na hÉireann), первый раз прошедший в 1887 году и ставший с тех пор самым крупным и престижным соревнованием в этом виде спорта.
С февраля по май проходят матчи Национальной лиги хёрлинга (англ. National Hurling League, NHL; ирл. Sraith Iomána Náisiúnta). В начале лета стартуют провинциальные чемпионаты, по итогам которых команды графств определяют участников плей-офф — Всеирландской серии. В первое воскресенье сентября на «Кроу Парк» проходит Всеирландский финал. Самыми титулованными являются команды графств Килкенни (34 титула), Корк (30) и Типперэри (26). Для команд не попавших во Всеирландскую серию разыгрывают Кубок Кристи Ринга (англ. Christy Ring Cup; ирл. Corn Uí Rinn), Кубок Ники Раккарда (англ. Nicky Rackard Cup; ирл. Corn Nicoláis Mhic Riocaird) и Кубок Лори Мигера (англ. Lory Meagher Cup; ирл. Chorn Labhraí Uí Mheachair). Также проходят чемпионаты среди юниоров (до 18 лет) и молодёжи (до 21 года).
В 1904 году на летних Олимпийских играх в Сент-Луисе, штат Миссури, хёрлинг был представлен как неофициальный вид олимпийской программы. В финале Fenian F.C. (Чикаго) победили Innisfails (Сент-Луис). Это был единственный раз когда соревнования по хёрлингу проходили в рамках Олимпийских игр.
Благодаря массовой ирландской эмиграции хёрлинг получил распространение за пределами Ирландии, в частности в него играют в Австралии, Англии (английские команды выигрывали Всеирландский чемпионат в 1901 году, Кубок Ринга в 2012 и Кубок Раккарда в 2005 и 2011), Шотландии, Канаде и США. Каждый год проходят матчи между командами по хёрлингу из Ирландии и по детскому хоккею из Шотландии, которые играют по компромиссным правилам. Крупнейшими в стране стадионами для игры в хёрлинг являются «Кроук Парк» в Дублине (82 300 мест, в том числе 76500 сидячих), Semple Stadium в Тёрлсе (53 500 мест, в том числе 36 000 сидячих), Gaelic Grounds в Лимерике (49 866 мест, в том числе 35 000 сидячих), Páirc Uí Chaoimh в Корке (43 550 мест, в том числе 19 500 сидячих) и «Стадион Фицджеральда» в Килларни (43 180 мест, в том числе 900 сидячих).

## Футбол
Футбол (англ. Association football, или соккер (ирл. Sacar, англ. Soccer), пользуется большой популярностью в Ирландии, занимая третье место среди всех видов спорта по посещаемости и первое среди спортивных игр по количеству занимающихся. Первоначально руководящим органом ирландского футбола была Ирландская футбольная ассоциация (англ. Irish Football Association, IFA), созданная в 1880 году и ставшая членом ФИФА в 1911 году, но после разделения Ирландии и образования Ирландского Свободного государства (ныне Республика Ирландия) в 1921 году была образована Футбольная ассоциация Ирландии (англ. Football Association of Ireland, FAI; ирл. Cumann Peile na hÉireann), вступившая в международную футбольную федерацию уже в 1923 году. С тех пор у ирландского футбола нет единого национального органа и общенациональной сборной. Организацией чемпионатов занимаются Лига Ирландии (англ. League of Ireland; ирл. Sraith na hÉireann) в Республике Ирландия и Премьер-лига ИФА (англ. IFA Premiership) в Северной Ирландии.
Лига Ирландии была основана в 1921 году и первоначально объединяла восемь клубов из Дублина. Позднее количество членов лиги увеличилось до 20, разделённых на два дивизиона: высший и первый. Самыми титулованными командами Ирландии являются столичные «Шемрок Роверс» (17 первых и 14 вторых мест), «Шелбурн» (12 первых и 10 вторых мест) и «Богемианс» (11 первых и 13 вторых мест), среди провинциальных клубов чаще всех отличался «Дандолк» (9 первых и 10 вторых мест). «Богемианс» единственный клуб являющийся членом Лиги Ирландии с момента её основания и наряду с другой дублинской командой «Сент-Патрикс Атлетик» ни разу не вылетал из высшего ирландского дивизиона. В Ирландскую лигу входит один клуб из Северной Ирландии — «Дерри Сити». В 1971 году из-за конфликта между католиками и протестантами в Северной Ирландии клуб был вынужден проводить домашние матчи в другом городе, в связи с чем на следующий год снялся с турнира. В 1985 году клубу удалось получить разрешение ИФА и УЕФА выступать в чемпионате под эгидой ФАИ.
В середине 2000-х годов Лига Ирландии и входящие в неё клубы из-за неэффективного управления и перерасхода средств столкнулись с серьёзными финансовыми проблемами, для преодоления которых лига первой в Европе ввела потолок зарплат. По состоянию на 14 марта 2013 года Лига Ирландии занимает 31-е место среди 53 национальных лиг под юрисдикцией УЕФА. В 2007 году средняя посещаемость матчей Лиги составила 1715 человек на игру в высшим дивизионе и 725 в первом. Ирландская лига относится к так называемым летним лигам, так как её сезон начинается в марте и заканчивается в ноябре.
Наибольшего успеха сборная Ирландии по футболу добивалась на чемпионате мира 1990 года и Олимпийском футбольном турнире 1924 года, сумев выйти в четвертьфинал, а также чемпионате Европы 1988 года, заняв по итогам 1-го раунда 3-е место во 2-й группе. Ирландский клубный футбол показал свой наилучший результат в 2011 году, когда «Шемрок Роверс» первым из ирландских клубов вышел в групповой этап Лиги Европы, а Ирландия получила свой лучший в истории коэффициент в Рейтинге футбольных ассоциаций УЕФА.
Профессиональный футбол в Ирландии из-за небольших размеров страны развит слабо и традиционно сильнейшие ирландские футболисты, такие как Дэмиен Дафф, Джон О'Ши, Эйден Макгиди, Шеймус Коулман, Робби Кин, Рой Кин, играют в лигах других европейских стран, в первую очередь в Англии и Шотландии. Например, из 22 футболистов национальной сборной, участвовавших в Чемпионате мира 1990 года, 16 являлись игроками английских клубов, по 2 футболиста играли в чемпионатах Шотландии, Испании и Франции. Долгое время команды ирландской лиги имели статус полупрофессиональных, но в 2000-х годах многие клубы стали профессиональными. Помимо Лиги Ирландии также существуют Национальная молодёжная лига ФАИ (англ. FAI National Under-19 League) для игроков в возрасте до 19 лет, любительские лиги провинций Ленстер, Манстер и Ольстер, а также любительские лиги в некоторых графствах. В 2011 году была основана Женская национальная лига (англ. Women's National League). Ежегодно в стране проходят кубковые турниры, самые престижные из них Кубок ФАИ (с 1922 года), Кубок Ирландской Лиги (с 1973 года) и Кубок Сетанта (англ. Setanta Sports Cup), который с 2005 года разыгрывают по 4 команды Лиги Ирландии и Премьер-лиги ИФА.
Крупнейшим футбольным стадионом страны является регбийно-футбольный «Авива-Стэдиум» (англ. Aviva Stadium; ирл. Staid Aviva) вмещающий 51 700 зрителей, на котором проводит свои домашние матчи сборная Ирландии. Финал кубка ФАИ и некоторые матчи еврокубков проводятся на многоцелевом стадионе Королевского дублинского общества RDS Arena (18 500 мест, в том числе 16 500 сидячих). Самыми большими клубными аренами являются Tolka Park («Шелбурн», 9 680, в том числе 9 000 сидячих, Дублин), «Далимаунт-Парк» («Богемианс», 7 955 мест, Дублин), Turner’s Cross («Корк Сити», 7 385 мест, Корк) и Tallaght Stadium («Шемрок Роверс», 6 000, Дублин). Время от времени некоторые футбольные матчи, в основном международные товарищеские, проводятся на других стадионах, в частности крупнейшем в стране «Кроук Парк» (гэльский футбол и хёрлинг, 82 300 мест, в том числе 76 500 сидячих, Дублин) и регбийном «Томонд Парк» (26 500 мест, в том числе 15 100 сидячих, Лимерик).

## Регби

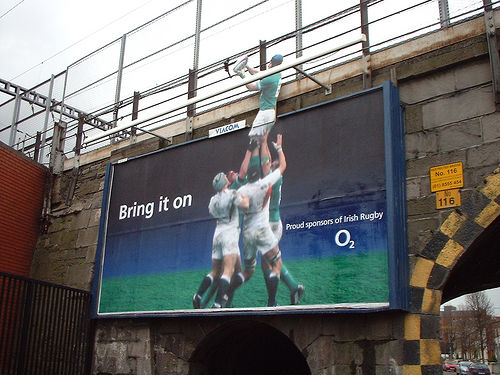
Реклама регби, Ирландия

Регби занимает четвёртое место в Ирландии по посещаемости и популярен по всей стране, но особенно в Дублине, Лимерике, Корке и Ольстере. В 2007 году в Ирландии насчитывалось 100 974 регбиста, в том числе 21 740 взрослых игроков-мужчин и 1 756 женщин, 12 472 молодых игроков, 23 586 игроков в командах средних школ и 32 209 в командах начальных школ, ещё 10 967 человек играли в мини-регби. В отличие от футбола, Ирландский регбийный союз (англ. Irish Rugby Football Union, IRFU; ирл. Cumann Rugbaí na hÉireann, с 1879 года) осуществляет свою деятельность по всему острову, проводится общенациональный чемпионат, а за национальную сборную играют как регбисты из Республики Ирландия, так и спортсмены из Северной Ирландии — однако на Олимпийских играх и отборах к ним любая национальная сборная представляет только Республику Ирландия. Традиционно регби конкурирует с гэльским футболом, так оба вида спорта имеют общие корни, ведя своё происхождение от так называемого средневекового или традиционного футбола. Окончательно разделение между регби и гэликом произошло в 1870-х—1880-х годах, когда завершилась кодификация правил регби и началось оформление первых регбийных союзов, а в Ирландии по инициативе ирландского националиста Майкла Кьюсака была создана Гэльская атлетическая ассоциация (ГАА) и выработаны первые единые правила игры в гэльский футбол. Тогда же по инициативе католического архиепископа Кашелского Томаса Крока членам ГАА запретили играть в «иностранные и фантастические игры», такие как регби, теннис, крикет, поло и крокет, а на стадионах ассоциации разрешалось проводить соревнования только по гэльским видам спорта. Несмотря на такие ограничения регби в Ирландии получило распространение не только среди протестантов, но и среди католиков.
Большое распространение регби получил в школах. Школьный регбийный союз (англ. School rugby union) включает команды таких известных школ и колледжей как «Блэкрок», «Рокуэлл», «Каслнок», «Бельведер», «Клонгоуз Вуд», Высшей школы в Дублине, Колледжа Святой Марии, Колледжа Святого Манчина, Колледжа Братьев Христиан, Методистского колледжа Белфаста и Королевского академического института Белфаста, которые привлекают детей заниматься этим видом спорта, способствуя его популярности. Долгое время регби был более распространён в протестантских школах, в то время как в католических, особенно в Ольстере, чаще играли в гэльский футбол, но начиная с 2000-х годов регбийные команды стали активно создаваться и в тех учебных заведениях где ранее в регби не играли.
С 1990 года клубный чемпионат Ирландии по регби проводит Всеирландская лига (англ. All-Ireland League), объединяющая 48 любительских клубов, разделённых на 4 дивизиона. Проводятся соревнования четырёх провинциальных лиг. Помимо любительских клубов по инициативе регбийного союза были созданы профессиональные команды четырёх ирландских провинций, представляющие страну в турнире Про12 и в Кубке Хейнекен. Ирландская национальная команда по регби традиционно входит в число сильнейших в мире, ежегодно участвуя в Кубке шести наций (который она выиграла одиннадцать раз и восемь раз делила первое место с другими сборными). Успехи сборной и создание первых четырёх профессиональных команд привели к росту интереса к регби как виду спорта в Ирландии. Крупнейшими регбийными стадионами в стране являются регбийно-футбольный «Авива-Стэдиум» в Дублине (домашняя арена сборной Ирландии по регби, вмещающая 51 700 человек), «Томонд Парк» в Лимерике (домашняя арена «Манстер Рагби», 26 500 мест, в том числе 15 100 сидячих), РДС Арена в Дублине (домашняя арена «Ленстер Рагби», 18 500 мест, в том числе 16 500 сидячих) и «Рэйвенхилл» в Белфасте (домашняя арена «Ольстер Рагби», 12 300 мест, в том числе 3000 сидячих).

## Лёгкая атлетика
Лёгкая атлетика в Ирландии регулируется организациями «Лёгкая атлетика Ирландии» (англ. Athletics Ireland) и «Лёгкая атлетика Северной Ирландии» (англ. Athletics Northern Ireland). Соревнования по лёгкой атлетике, как правило, проводятся при поддержке и участии местных легкоатлетических клубов. В XX века ирландским легкоатлетам удалось добиться ряда успехов на мировой арене. В 1908 году Денис Хорган в толкании ядра завоевал серебро на летних Олимпийские игры в Лондоне в Лондоне. Пэт О’Каллаган стал первым в истории независимой Ирландии олимпийским чемпионом, выиграв две золотые медали на Олимпиаде 1932 года в метании молота. На тех же играх золото в беге на 400 метров с барьерами завоевал Боб Тисдейл. В число заметных легкоатлетов Ирландии входят Рон Делэйни (олимпийский чемпион 1956 года в беге на 1500 метров), Мэри Питерс (олимпийский чемпион 1972 года в пятиборье), Эмон Кохэйн (чемпион мира 1983 года в беге на 5000 метров) и Соня О’Салливан (чемпионка мира 1995 года, трёхкратная чемпионка Европы и серебряный призёр Олимпийских игр по бегу на длинные дистанции). Несмотря на эти успехи, лёгкая атлетика в Ирландии страдает от низкого внимания средств массовой информации и недофинансирования.
Самыми популярными легкоатлетическими событиями в Ирландии являются ежегодные Дублинский и Белфастский марафоны. Пользуется популярностью и женский мини-марафон в Дублине, регулярно привлекающий свыше 40 000 участников.

## Другие национальные виды спорта

### Ирландский гандбол
Популярностью в Ирландии пользуется так называемый ирландский или гэльский гандбол (англ. Gaelic handball). Несмотря на своё название игра не имеет ничего общего с привычным нам гандболом, называемым в Ирландии олимпийским (англ. olympic handball), являясь скорее разновидностью ракетбола, сквоша или пелота. В ирландский гандбол играют в зале, один на один или два на два, но по мячу бьют не ракеткой, а рукой. Существует четыре основных разновидности гандбола. Два вида — софтбол и хардбол — на кортах традиционного размера (60x30), на малых кортах (40x20) и одностенный гандбол (англ. One-wall handball). Последняя разновидность является наиболее популярной в последние годы, получив довольно широкое распространение за пределами Ирландии. В одностенный гандбол играют в более чем 35 странах мира, что даёт возможность в дальнейшем включить его в программу Олимпийских игр.
Самое раннее в Ирландии письменное упоминание об игре в мяч, подобной гэльскому гандболу, содержится в уставе города Голуэй в 1527 году, который запрещал игру в мяч у стен города. Первое изображение ирландского гандбола датируется 1785 годом. В 1884 году в Устав Гэльской атлетической ассоциации (ГАА) был включён гэльский гандбол как один из видов спорта развиваемых ассоциацией. Первый чемпионат состоялся в 1923 году. В 1924 году создан Ирландский гандбольный совет (ирл. Comhairle Liathróid Láimhe na hÉireann). В 1974 году основан аналогичный совет по женскому гандболу (ирл. Comhairle Liathróid Láimhe па mBan). В 1998 году оба совета объединились. В 2009 году Ирландский совет по гандболу стал вспомогательным органом при ГАА (ирл. CLG Comhairle Liathróid Láimhe па hÉireann). Также действует Ирландская ассоциация студенческого гандбола (ирл. Comhairle Ard-Oideachais Liathróid Láimhe).

### Ирландский дорожный боулинг
В Ирландии в дорожный боулинг (англ. Irish road bowling; англ. An Bol Bóthair) играли уже в XVII веке. Помимо Ирландии он также был распространён в Шотландии и на севере Англии, а также в Северной Америке, куда его завезли британские колонисты. В XIX веке игра пришла в упадок и начала возрождаться только в 1950-х—1960-х годах. В отличие от более известного боулинга в ирландской разновидности необходимо не сбить кегли, а прокатить по дороге железный шар как можно дальше. Победителем становится игрок или команда которые сделают наименьшее количество бросков при прохождении расстояния в две мили. В дорожный боулинг играют главным образом в Ирландии (в первую очередь в графствах Корк и Арма), а также в США, Канаде и Великобритании.
Первоначально игроков в дорожный боулинг объединяла Всеирландская ассоциации игроков в боулинг (англ. All-Ireland Bowl Players Association), но низкая эффективность этой организации привела к тому, что в 1954 году вместо неё была основана Ирландская ассоциация дорожного боулинга (англ. Irish Road Bowling Association, англ. Ból Chumann na hÉireann). Первый национальный чемпионат состоялся в 1963 году. С 1960 года проводятся международные соревнования по дорожному боулингу, в которых на регулярной основе играют спортсмены из восточной Голландии и северной Германии, где существуют похожие игры. В 1985 году в рамках фестиваля «Корк 800», посвящённому 800-летию городского устава, прошёл первый чемпионат мира.

### Английская лапта
Английская лапта (англ. Rounders; ирл. Cluiche corr) — игра с битой и мячом, напоминающая русскую лапту и бейсбол, была известна на Британских островах как минимум с XVI века. В то время как в самой Англии английская лапта, дав начало британскому бейсболу, постепенно пришла в упадок, в Ирландии во второй половине XX века интерес к раундерсу растёт.
Раундерс в Ирландии регулируется Гэльской атлетической ассоциацией. Первые формализованные правила игры были разработаны ГАА в 1884 году. Ирландская версия английской лапты очень похожа на софтбол, главное отличие заключается в размерах бит, мячей и зон. В середине 1950-х годов английская лапта была в упадке, не выдерживая конкуренции с другими видами спорта. В 1958 году клуб Erins Own из Антрима организовал команду по раундерсу, положив начало возрождению этого вида спорта. В течение следующих двенадцати лет были сформированы команды Воздушного корпуса Ирландии в Балдоннеле и педагогического колледжа святого Джозефа в Белфасте. В 1970 году при поддержке клуба Erins Own был проведён первый чемпионат по раундерсу среди учеников начальных школ графств Антрим и Дерри, который проходит до сих пор каждый год с участием также школьников графства Тирон. Позднее стали проводиться Старший и Младший чемпионаты с участием команд со всей Ирландии.

### Ирландская борьба
«Кола энд элбоу» (англ. Collar and elbow — «воротник и локоть») — один из видов традиционной кельтской борьбы, похожая на Бретонскую (брет. Gouren breizhek; фр. Lutte Bretonne) и Корнскую борьбу (англ. Cornish: Omdowl Kernewekангл. Cornish wrestling). Согласно легенде «кола энд элбоу» была включена в программу Тайлтеанских игр, организованных, согласно древним сказаниям, ирландским вождём Лунгхламкфхада в честь своей матери Тайлте. По данным историка Эдварда МакЛизата, ирландская борьба была организованным видом спорта уже в начале XVII века, при этом наиболее известные борцы могли зарабатывать себе на жизнь участием в поединках. В XX веке популярность «кола энд элбоу» пошла на спад, но в начале XXI века она переживает возрождение.
В то время как в Ирландии «кола энд элбоу» считалась времяпровождением простого народа в США ирландская борьба пользовалась репутацией спорта для джентльменов. Так, она входила в учебную программу престижной Академии преподобного Джеймса Мори (Фредериксберг, Вирджиния), в которой, в частности, учился Томас Джефферсон. «Кола энд элбоу» занимались некоторые американские президенты: Джордж Вашингтон, Закари Тейлор, Авраам Линкольн, Честер Артур, Уильям Говард Тафт и Калвин Кулидж. Большой популярностью в США пользовались соревнования в смешанном стиле, в которых участвовали мастера ирландской, ланкаширской, греко-римской и других видов борьбы. Эти соревнования способствовали становлению и развитию «вольно-американской борьбы», которая была предшественником современной вольной борьбы.

## Другие командные виды спорта

### Крикет
Крикет в Ирландию завезли англичане в начале XIX века. В середине и в конце века ирландские крикетисты имели репутацию достаточно сильных спортсменов и не раз выезжали за границу. В конце XIX века на развитии этого вида спорта отрицательно сказались длительный период гражданских волнений, вошедший в историю как «земельная война», и запрет Гэльской атлетической ассоциации своим членам играть в крикет, действовавший до 1970 года. Ирландский союз крикета (англ. Irish Cricket Union) был образован в 1890 году, но де-факто занимался исключительно формированием сборной. Новый удар по крикету был нанесён после разделения Ирландии, когда новообразованное Ирландское свободное государство покинули британские военные и гражданские служащие, многие из которых входили в число лучших игроков в крикет в Ирландии, что привело к снижению общего уровня игры. В 1923 году пять провинциальных союзов крикетистов приняли решение официально оформить Ирландский союз крикета. Как и ранее, его полномочия были существенно ограничены и в полноценную организацию союз превратился только в 1933 году. Как и ряд других ирландских спортивных руководящих органов, Союз представляет всю Ирландию, в связи с чем не использует ирландский триколор, вместо этого имея свой собственный флаг. В настоящий момент союз называется «Крикет Ирландии» (англ. Cricket Ireland).
С начала 1980-х годов ирландские крикетисты стали участвовать в английских турнирах. 6 июля 1993 года «Крикет Ирландии» стал ассоциированным членом Международного совета по крикету (англ. International Cricket Council, ICC), рассчитывая в дальнейшем получить статус полноправного члена. Вступление в Совет позволило ирландским крикетистам начать участвовать в международных соревнованиях. В 1999 году Ирландия была одним из четырёх организаторов Чемпионата мира по крикету. В 2005 году в стране прошёл турнир на Приз Международного совета по крикету (англ. ICC Trophy), на котором ирландцы стали вторыми, победив Шотландию. Наибольшего успеха крикетисты Ирландии добились в 2011 году, одержав на чемпионате мира победу над Англией.
«Крикет Ирландии» объединяет четыре провинциальных союза крикета, каждый из которых имеет свою старшую лигу и проводит свой кубковый турнир. Общенациональными соревнованиями являются Ирландский старший кубок (англ. Irish Senior Cup, проводится с 1982 года среди лучших команд провинций) и Межпровинциальная серия (англ. Interprovincial Series). Крупнейшими в стране стадионами для крикета являются Stormont в Белфасте (домашняя арена сборной Ирландии по крикету и клуба Civil Service & North of Ireland Cricket Club, 7000 мест) и Clontarf CC Ground в Дублине (домашняя арена сборной Ирландии по крикету и Clontarf Cricket Club, 3200 мест, в том числе 500 сидячих).

### Баскетбол
Баскетбол в силу своей не очень высокой популярности не пользуется большим вниманием со стороны СМИ. Ежегодно ирландские ТВ-каналы показывают лишь несколько игр, обычно в то время когда нет матчей по гэльскому футболу. Несмотря на то, что баскетбол уступает по популярности гэльскому футболу, английскому футболу, хёрлингу и регби, он занимает третье место в Ирландии среди игровых видов спорта по количеству занимающихся, более 180 000 человек. В соревнованиях различного уровня участвуют около 1200 команд представляющие почти 300 клубов. В главном турнире, Суперлиге (англ. Superleague), участвуют 10 мужских команд и 8 женских. Широко распространён баскетбол среди учащиеся школ и колледжей. Руководящим органом и организатором основных соревнований, таких как чемпионат Суперлиги, является организация «Баскетбол Ирландии» (англ. Basketball Ireland), действующая в обеих Ирландиях. В феврале 2010 года в разгар экономического кризиса «Баскетбол Ирландии» был вынужден объявить о сокращении участии в международных соревнованиях из-за необходимости сократить расходы, долг организации в это время составлял € 1,2 млн. За сборную Ирландии по баскетболу выступают игроки как из Республики Ирландии, так и из Северной Ирландии. Сборная была создана в 1948 году и за всю свою историю ни разу не пробивалась в финальный этап Евробаскета или чемпионатов мира по баскетболу. Основной баскетбольной ареной в Ирландии является Национальная баскетбольная арена (англ. ESB Basketball Arena) в Дублине, способная вместить 2 500 человек. Самым известным баскетболистом, рождённым в Ирландии, является Пэт Берк, игравший в НБА за «Орландо Мэджик» (2002—2003) и «Финикс Санз» (2005-2007), а также в Европе, в том числе за российский клуб «Химки» (2007—2008).

### Гандбол
Гандбол, называемый в Ирландии олимпийский гандболом, чтобы отличать его от гэльского гандбола, не пользуется большой популярностью в Ирландии, хотя интерес к нему растёт. Количество гандболистов увеличивается, особенно в начальных и средних школах. Руководящим органом гандбола в Ирландии является Ирландская ассоциация олимпийского гандбола (англ. Irish Olympic Handball Association, IOHA). В Старшей национальной лиге (англ. Senior National League) играют 8 клубов. Наибольшим на международной арене успехом ирландских гандболистов стало 2-е место мужской национальной сборной команды на Кубке Вызова ЕГФ (англ. EHF Challenge Trophy) 2011 года в ирландском Лимерике.

### Регбилиг
Регбилиг или регби-13, разновидность регби-футбола, всегда испытывало серьёзную конкуренцию с более популярным регби-15. Долгое время в регби-лиг в Ирландии почти не играли. В 1989 году Брайан Корриган основал команду по регби-лиг «Дублин Блюз» (англ. Dublin Blues). Состояла она в основном из регбистов, которые хотели играть летом, когда в регби-15 традиционно бывает межсезонье. Дебютанты к удивлению многих успешно сыграли ряд матчей против британских любительских команд. В начале 1995 года британская профессиональная Регби-футбольная лига (англ. Rugby Football League), руководящий орган профессионального регбилиг в Англии, ввела должность сотрудника по вопросам развития в Ирландии, желая поднять интерес к игре на острове. В том же году была сформирована сборная Ирландии по регбилиг, известная как «Волкодавы» (англ. Wolfhounds), для участия в Турнире развивающихся стран (англ. Rugby League Emerging Nations Tournament). В 2000 году «Волкодавы» впервые приняли участие в Кубке мира. Наибольшего успеха ирландцы добились в 2008 году, сумев выйти в четвертьфинал Кубка мира.
Чемпионат Ирландии по регбилиг проводится с 1997 года. Первоначально он проходил в двух конференциях, объединявших команды провинций Лейнстер и Манстер. Структура национального чемпионата несколько раз менялась, провинциальные конференции то объединяли во всеирландскую лигу, то вновь воссоздавали. Начиная с 2007 года лучшие команды Ирландии играют в Ирландской элитной лиге (англ. Irish Elite League). Самой титулованной командой является Treaty City Titans из Лимерика, выигравшая шесть чемпионатов из шестнадцати.
В 2000 году была создана организация «Регбилиг Ирландии» (англ. Rugby League Ireland), в том же году принятая в Международную федерацию регбилиг (англ. Rugby League International Federation), а позже и в Европейскую федерацию регбилиг (англ. Rugby League European Federation).

### Хоккей на траве
В хоккей на траве (в Ирландии называется просто хоккей) играют по всей стране, особенно в средних школах. Есть много хоккейных клубах по всей стране. Развитием хоккея на траве в Ирландии занимается Ирландская хоккейная ассоциация (англ. Irish Hockey Association). С 2009 года на смену Всеирландскому клубному чемпионату пришла Ирландская хоккейная лига (англ. Irish Hockey League, IHL), объединяющая по 12 мужских и женских команд.

### Австралийский футбол

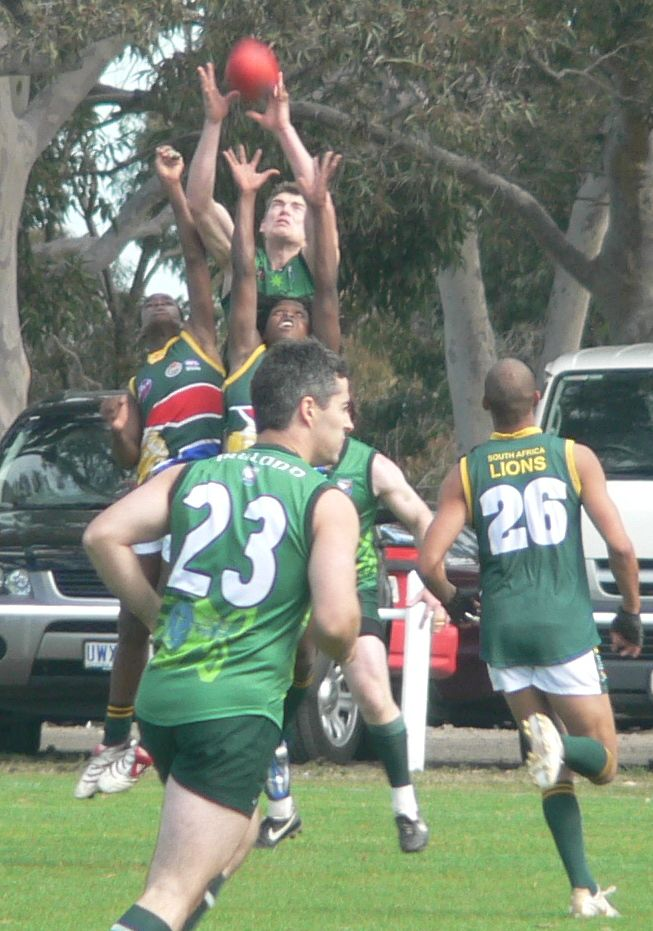
Международный кубок АФЛ 2008: Ирландия против ЮАР

Австралийский футбол в последнее время получил распространение в Ирландии, в основном за счёт футбольной Серии по международным правилам (англ. International Rules Series), которую с 1967 года проводят сборная Ирландии по гэльскому футболу и сборная Австралии по австралийскому футболу. Своё название серия получила так как команды играют друг с другом по так называемым международным правилам футбола (англ. International rules football), представляющими собой компромисс между правилами гэльского и австралийского футбола. В 2005 году очередная серия была омрачена насилием на поле, после чего некоторые отделы ГАА призвали прекратить серию. АФЛ и ГАА решили сурово наазать виновных. Несмотря на возмущение прессы серию решили сохранить. Во многом это решение было вызвано тем, что в 2006 году заинтересованность зрителей достигла рекордного уровня. На росте интереса к австралийскому футболу сказалось и то, что начиная с 1982 года ирландские игроки в гэльский футбол становятся профессиональными игроками в Австралийской футбольной лиге.
Первые в Ирландии команды по австралийскому футболу были сформированы в Дублине и Белфасте в 1999 году. В октябре 2000 года была создана Ирландская лига австралийского футбола (англ. Australian Rules Football League of Ireland). В 2001 году впервые собралась Ирландская национальная команда по австралийскому футболу, получившая неофициальное название «Ирландские воины» (англ. Irish Warriors). В 2002 году она впервые в своей истории выиграла Международный кубок Австралийской футбольной лиги (АФЛ), повторив свой успех в 2011 году. С тех пор «Воины» входит в четвёрку лучших в мире, неоднократно становясь финалистом Международного кубка АФЛ и Международного кубка чемпионов. Также существует женская сборная — «Ирландские банши» (англ. Irish Banshees), которые как и мужчины выиграли в 2011 году Международный кубок АФЛ. В 2011 году Белфаст и Дублин были хозяевами Еврокубка АФЛ. Ирландская лига австралийского футбола объединяет шесть мужских команд, три женские и одну студенческую. Самыми титулованными клубами Лиги являются Leeside Lions (Корк) и Dublin Demons, по четыре раза выигрывавшие чемпионат Лиги.

### Бейсбол
Бейсбол в Ирландии появился в 1990-х годах когда в него начали играть в Дублине и Грейстонсе. В последующие годы бейсбол получил распространение также в других городах. в том числе в Белфасте и Лимерике. В 1996 году была создана ирландская национальная бейсбольная команда, в том же году она провела свой первый международный матч, в котором проиграла команде Чехии со счётом 2—23. В 2004 году сборная Ирландии выиграла свою первую международную награду, бронзовую медаль чемпионата Европы (группа B) в Регенсберге (Германия). В августе 2006 года ирландцы завоевали серебряную медаль на чемпионате Европы (группа B) в Антверпене (Бельгия). В 1997 году организована Ирландская лига бейсбола (англ. Irish Baseball League, IBL), объединяющая восемь мужских команд, в том числе три из Дублина, по одной из Белфаста, Кавана, Грейстонса, Лимерика и Килраша. Самой титулованной командой лиги являются «Дублинские спартанцы» (англ. Dublin Spartans), выигравшие 11 чемпионатов из 16. Единым руководящим органом бейсбола в Северной Ирландии и Республике Ирландии является организация «Бейсбол Ирландии» (англ. Baseball Ireland).
В 2006 году режиссёр Джон Фицджеральд снял за собственный счёт документальный фильм «Изумрудный бриллиант» (англ. The Emerald Diamond), рассказывающий о истории ирландского бейсбола. Фильм получил в 2006 году приз критиков бейсбольного кинофестиваля в Национальном зале славы бейсбола в Куперстауне, штат Нью-Йорк.

### Софтбол
В софтбол в Ирландии стали играть с 1982 года. В 1984 году была создана Дублинская софтбольная лига (англ. Dublin Softball League). В 1989 году сформирована Ирландская софтбольная ассоциация (англ. Irish Softball Association). Позднее она несколько раз меняла название, объединялась на время с бейсбольной федерацией, пока не стала самостоятельной организацией «Софтбол Ирландии» (англ. Softball Ireland). Ирландия является членом Международной федерации софтбола. Сборная страны участвует в европейских соревнованиях с 1998 года, трижды за это время выигрывая серебряные медали континентальных чемпионатов, в 2002, 2004 и 2010 годах.
Софтбол в Ирландии больше всего развит в провинции Лейнстер, где с 1996 года существует своя лига. Другими крупными ирландскими соревнованиями являются Открытый кубок Ирландии (с 1996), Межуниверситетский чемпионат (с 2001), Кубок Брайана Уолша (с 2002) и Блиц-турнир посвящённый началу сезона (с 2005).

## Другие летние виды спорта

### Гольф

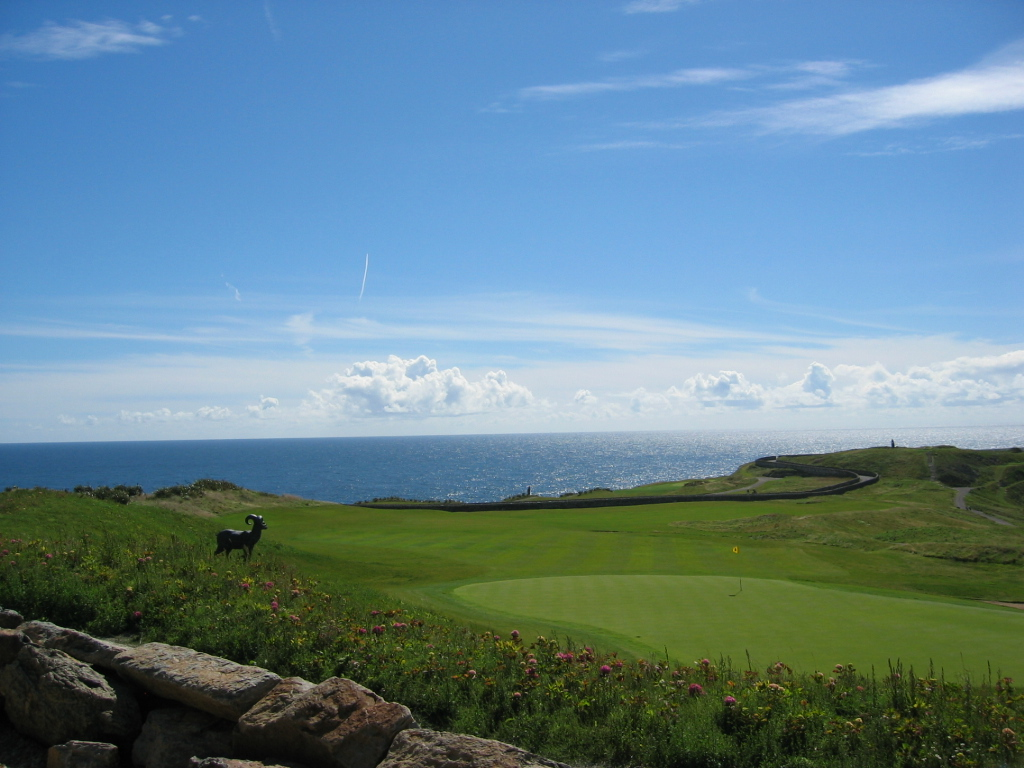
Поле для игры в гольф

Гольф очень популярен в Ирландии. Руководящим органом в этом виде спорта является Ирландский союз гольфа (англ. Golfing Union of Ireland, GUI), объединяющий более 430 гольф-клубов насчитывающих более 180 000 членов, в том числе более 300 клубов в Республике Ирландия. Союз был создан в 1891 году и стал первым в мире национальным союзом гольфистов. Ирландский союз гольфа сотрудничает с организацией The R&A, которая является глобальным руководящим органом гольфа за пределами США и Мексики. Соревнования по гольфу, как местные, так и международные, регулярно транслируются в Ирландии по телевидению. Среди самых известных гольф-клубов страны Royal County Down Golf Club (Ньюкасл, Северная Ирландия), Royal Portrush Golf Club (графство Антрим, Северная Ирландия), Portmarnock Golf Club (Портмарнок, Республика Ирландия) и Ballybunion Golf Club (графство Керри, Республика Ирландия). В 2006 году престижный Ryder Cup Matches был проведён в Kildare Hotel and Golf Club (The K Club) в графстве Килдэр.
В последние годы в число ведущих гольфистов мира входят ирландские спортсмены, такие как Патрик Харрингтон (ирл. Pádraig Harrington), Пол Макгинли (англ. Paul McGinley) и Даррен Кларк (англ. Darren Clarke). Все трое в составе европейской команды выиграли Ryder Cup в 2006 году, Харрингтон в 2007 году одержал победу на Открытом чемпионате (англ. The Open Championship), а в 2008 успешно защитил титул и уже через месяц выиграл PGA Championship 2008, а в 2011 году Открытый чемпионат выиграл Кларк. В 2009 году двадцатилетний североирландец Рори Макилрой (англ. Rory McIlroy) вошёл по итогам года в топ-10 мирового рейтинга и выиграл в 2011 году Открытый чемпионат США. В марте 2012 года он стал номер один в мире, после чего в течение нескольких месяцев оспаривал первое место в мировом рейтинге с англичанином Люком Дональдом, победив на Чемпионате PGA 2012. Грэм Макдауэлл (англ. Graeme McDowell) в 2010 году стал первым ирландцем победившем на Открытом чемпионате США и в том же году выиграл решающий матч Кубка Райдера в валлийском Ньюпорте.

### Велоспорт
Велоспорт распространён по всей Ирландии. Основным руководящим органом является «Велоспорт Ирландии» (англ. Cycling Ireland), которая отвечает за велоспорт по всему острову.
По всему острову действует сеть региональных клубов, регулярно проводятся любительские соревнования, крупнейшим из которых является «Ирландская гонка» (Rás, англ. Irish for race). Самые известные ирландские велогонщики это Стивен Рош, второй и последний после Эдди Меркса, кто выигрывал в один год Джиро д'Италия, Тур де Франс и чемпионат мира (Тройная корона в 1987), и Шон Келли, один из лучших гонщиков 1980-х годов, победитель общего зачёта Вуэльты Испании (1988 год), восьмикратный победитель спринтерских зачётов Вуэльты и Тур де Франс, известный также своими победами в однодневных гонках.
Растёт популярность маунтинбайка, в первую очередь в Уиклоу, Дублине, Голуэе и Типперэри, и велосипедного мотокросса.

### Конный спорт
Конный спорт пользуется большой популярностью в Ирландии. Благоприятный налоговый режим способствует развитию коневодства в стране. Местные племенные конные заводы (в том числе крупнейший в мире Coolmore Stud) каждый год производят звёзд конных скачек. Ведущими в Ирландии ипподромами являются Curragh Racecourse (Дрихад-Нуа) и Fairyhouse Racecourse (Ратот). Самый успешный спортсмен Ирландии, Киан О’Коннор (англ. Cian O'Connor) на летней олимпиаде в Лондоне завоевал бронзовую медаль в индивидуальном конкуре.

### Стрелковый спорт
Стрелковый спорт в Ирландии включает в себя большое количество дисциплин, при этом в стране нет единого регулирующего органа. Основным органом является Национальная ассоциация стрельбы по мишеням (англ. National Target Shooting Association, NTSA), признана Международной федерацией спортивной стрельбы, занимается олимпийскими дисциплинами (стрельба из пневматических винтовки и пистолета, из скоростного пистолета, из пистолета, трап, дубль-трап и скит). При этом ассоциация не признана как национальный управляющий орган своего вида спорта Ирландским советом по спорту. Также действуют Национальная ассоциация стрельбы по силуэтам (англ. National Silhouette Association Ireland, NSAI; образована в июле 1994 года, стрельба по металлическим силуэтам животных), Национальная ассоциация клубов стрельбы из спортивных винтовок и пистолетов (National Association of Sporting Rifle and Pistol Clubs, NASRPC; бенчрест, стрельба из спортивных винтовок, полицейских пистолетов и револьверов (WA-1500), стрельба из винтовки в тире), Ирландская ассоциация стрельбы по тарелочкам (Irish Clay Pigeon Shooting Association, ICPSA; признана Международной федерацией спортивной стрельбы, спортивная стрельба по тарелочкам) и Национальная стрелковая ассоциация Ирландии (англ. National Rifle Association of Ireland, NRAI; F-Class Open и Fullbore Target Rifle Shooting (F-TR), целевая винтовка (target rifle), пневматическая винтовка (match rifle), историческое оружие (blackpowder), бенчрест), а также Ирландский Пони-клуб (англ. Irish Pony Club; тетратлон, одной из дисциплин которого является стрельба) и Ассоциация современного пятиборья Ирландии (Modern Pentathlon Association of Ireland; пентатлон, одной из дисциплин которого является стрельба из пистолета).
Ирландия успешно участвует в международных соревнованиях по стрельбе, в том числе в Олимпийских играх. В 2002 году сборная Ирландии стала чемпионом мира по стендовой стрельбе среди мужчин в дисциплине трап. Команда также несколько раз занимала призовые места Кубков мира в командных и индивидуальных зачётах.
В число сильнейших ирландских стрелков входят Филип Мёрфи (англ. Philip Murphy; второе место на чемпионате мира по стендовой стрельбе 2007 года среди мужчин в дисциплине треп), Дерек Бёрнетт (англ. Derek Burnett; бронзовый призёр чемпионата Европы 2010 года, занимал первое место в топ-20 стрелков в мире) и Дэвид Мэлоун (англ. David Malone; выиграл Кубок мира 2004 года)

### Игры сракетками
Руководящим органом ирландского тенниса является «Теннис Ирландии» (англ. Tennis Ireland), сформированная 14 ирландскими теннисными клубами в 1908 году как Ирландская ассоциация лаун-тенниса (англ. Irish Lawn Tennis Association). В 1922 году после создания Ирландского свободного государства ирландская ассоциация обрела независимость от британской Ассоциации лаун-тенниса. Самое известное и престижное соревнование по теннису в стране — Открытый чемпионат Ирландии (англ. Irish Open). Он разыгрывается с 1879 года, являясь вторым старейшим теннисным турниром в мире после Уимблдона. По всей Ирландии насчитывается около 200 теннисных клубов. Ирландские национальные команды по теннису регулярно участвуют в розыгрыше Кубке Дэвиса (мужская) и Кубка Федерации (женская).
Бадминтон в Ирландии находится в ведении Союза бадминтонистов Ирландии. Сквош, который пользовался популярностью в 1970-х и 1980-х годах, позже пришёл в упадок, хотя в стране по-прежнему действуют несколько клубов по сквошу.

### Многоборье
Многоборье набирает популярность в Ирландии. Наиболее популярным является триатлон, по которому ежегодно проводится до 200 соревнований различного уровня, привлекающие как членов специализированных клубов, так и членов клубов по плаванию и велоспорту. Национальным регулирующим органом является организация «Триатлон Ирландии» (англ. Triathlon Ireland), которая также занимается дуатлоном и акватлоном, являясь членом Международного союза триатлона. Популярность других видов многоборья, такие как современное пятиборье, также растёт. Помимо «Триатлона Ирландии» также действуют Ассоциация современного пятиборья Ирландии (англ. Modern Pentathlon Association of Ireland; создана в 2004 году). Легкоатлетические многоборья, такими как десятиборье, курирует организация «Лёгкая атлетика Ирландии».

### Снукер и пул
Снукер и пул не пользуются большим интересом в Ирландии, несмотря на освещение в СМИ большинства крупных международных турнирах и на то, что одним из самых успешных игроков в снукер в мире является Кен Доэрти, 15 лет подряд входивший в число 16 сильнейших снукеристов и являющийся единственным игроком, которому удавалось выигрывать чемпионат мира сразу в трёх версиях: юниорской, любительской и профессиональной. Снукер и пул сохраняют популярность в пабах, но многие бильярдные залы в стране были закрыты в последние годы.

### Перетягивание каната
Перетягивание каната известно в Ирландии в течение длительного времени. В 1967 году была создана Ирландская ассоциация перетягивания каната (англ. Irish Tug of War Association), что позволило координировать работу клубов, а также включить Ирландию в международные соревнования проводимые под эгидой Международной федерации перетягивания каната.

### Спортивное ориентирование
Спортивное ориентирование является видом спорта чья популярность в Ирландии растёт, в частности постоянно увеличивается количество участников соревнований. Ирландская ассоциация ориентирования (англ. Irish Orienteering Association, IOA) является членом Международной федерации спортивного ориентирования. Действует двадцать один клуб ориентирования насчитывающие примерно 1100 членов в возрасте от девяти до девяносто лет.

## Единоборства

### Бокс

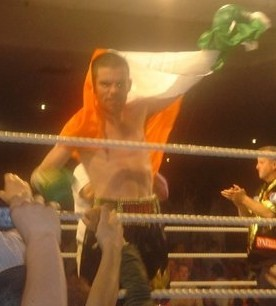
Бернард Данн отмечает свою победу в Дублине

Бокс, бывший некогда одним из самых популярных видов спорта в Ирландии, сейчас вновь набирает популярность. Способствует этому международный успех ирландских боксёров, таких как Бернард Данн (был чемпионом мира по версии WBA во втором легчайшем весе), Джон Дадди (был чемпионом мира по версии IBA в среднем весе) и Энди Ли. Увеличило интерес к боксу в стране и то что Радио и телевидение Ирландии стало чаще показывать боксёрские матчи в прямом эфире.
Ирландские боксёры-любители также в последние годы прогрессируют, завоёвывая медали на различных международных турнирах, включая Олимпийские игры, чемпионаты мира и Европы среди взрослых, юниоров и молодёжи. Одним из самых известных и титулованных спортсменов Ирландии последних лет является Кэти Тейлор, выигравшая в категории до 60 кг с 2005 года золото Олимпиады в Лондоне, четыре золотые медали чемпионатов мира, 5 титулов чемпиона Европы и четыре звания чемпиона Евросоюза. Руководящим органом профессионального бокса в Республике Ирландия являются Боксерский союз Ирландии (англ. Boxing Union of Ireland, BUI), любительский бокс на всём острове находится в ведении Ирландской ассоциации любительского бокса (англ. Irish Amateur Boxing Association, IABA).
Из 28 олимпийских медалей завоёванных ирландскими спортсменами 16 на счету боксёров.

### Боевые искусства
Боевые искусства, в первую очередь, получили распространение в Ирландии в течение последних 20 лет. Ирландская комиссия боевых искусств (англ. Irish Martial Arts Commission), Всеирландская ассоциация таэквондо (англ. All-Ireland Taekwondo Association), Ирландская всестилевая ассоциация кикбоксинга и другие организации много сделали для популяризации боевых искусств в Ирландии. Первоначально наибольшее распространение получили таэквондо и каратэ, но в последние годы рост популярности кикбоксинга и смешанных единоборств (ММА) в Ирландии и за её пределами привели к снижению интереса ко многим из традиционно популярных дисциплин боевых искусств. Для популяризации кикбоксинга много сделал Рой Бейкер, самый успешный в истории ирландских боевых искусств спортсмен, выигравший за свою жизнь более 50 престижных международных титулов. Растёт популярность ММА, в связи с чем в во второй половине 2000-х — первой половине 2010-х годов активно открывались клубы смешанных единоборств, в первую очередь в Дублине, Корке и Лимерике.

#### Кикбоксинг
Ирландская всестилевая ассоциация кикбоксинга (англ. Allstyles Kickboxing Association of Ireland), она же «Кикбоксинг Ирландии» (англ. Kickboxing Ireland, KBI), была основана в 1985 году с целью развития нового для Ирландии вида спорта. В 1993 году признана Ирландским советом по спорту в качестве национального органа управления спортом под эгидой Ирландской комиссии боевых искусств. В 2011 году «Кикбоксинг Ирландии», по оценкам, насчитывал более 10 000 членов, являясь одной из крупнейших спортивных организаций страны. «Кикбоксинг Ирландии» является представительным органом Всемирной ассоциации организаций кикбоксинга (WAKO) в Ирландии. Президент Ирландской всестилевой ассоциации кикбоксинга Ирландии — Рой Бейкер, бывший чемпион мира и Европы, член Совета директоров WAKO и вице-президент Ирландской комиссии боевых искусств.

#### Кендо
Кендо получило распространение в Ирландии в 2000-х годах. Ирландская федерация кендо (англ. Irish Kendo Federation, ирл. Kendo Na h-Eireann) действует только на территории Республики Ирландия, в Северной Ирландии кендо регулируется Британской ассоциацией кендо (англ. British Kendo Association, BKA). Самые сильные в Республике Ирландии клубы кендо имеются в Дублине, Корке и Голуэе, в Северной Ирландии действует один клуб кендо, в Ньютаунэбби. Главным событием ирландского кендо является ежегодный ирландский национальный чемпионат, который проводится каждый год в июне. Ирландская национальная сборная по кендо регулярно участвует в европейских и мировых чемпионатах, а также других международных соревнованиях.

## Шахматы
Ирландский шахматный союз (англ. Irish Chess Union, ICU) был образован в 1912 году и является членом ФИДЕ с 1933 года и Европейского шахматного союза. В провинциях Ирландии действуют свои собственные шахматные союзы. Всего в шахматном союзе состоит 105 клубов. До 2005 года Ольстерский шахматный союз был частью общеирландской организации. Ирландский шахматный союз способствует развитию шахмат в Республике Ирландия, три раза в год подсчитывает рейтинг шахматистов страны, проводит внутренние соревнования, такие как чемпионат Ирландии, и формирует национальную команду для участия в международных соревнованиях. В июле 2019 года в пятёрку сильнейших шахматистов Ирландии входили Брайан Келли (2480 баллов), Сэм Коллинз (2448), Александр Бабурин (2432, чемпион Ирландии 2008 года), Алекс Лопес (2431, чемпион Ирландии 2010 года) и Марк Куинн (2383, чемпион Ирландии 2000 года). Самым старым ирландским и одним из самых старых в мире шахматных турниров является Кубок Армстронга (англ. Armstrong Cup), который проводится каждый год начиная с 1888 года. В 1985 году для слепых и слабовидящих шахматистов была создана Ирландская шахматная ассоциация Брайля (англ. Irish Braille Chess Association), входящая в Международную шахматную ассоциацию Брайля и Ирландский шахматный союз. Также действует Ирландская ассоциация шахмат по переписке (англ. Irish Correspondence Chess Association, ICCA), являющаяся членом международной федерации.

## Собачьи бега
История собачьих бегов в Ирландии началась 18 апреля 1927 году, когда в Белфасте на стадионе «Селтик Парк» впервые прошли бега борзых собак. Через четыре недели в Дублине открылся специализированный стадион Shelbourne Park Greyhound Stadium. К тому времени в Ирландии уже давно знали и практиковали охоту на зайца с борзыми «по зрячему» (англ. Hare coursing), специально для которой разводили борзых собак, в том числе и на экспорт. Так, победителем знаменитого Английского Дерби дважды, в 1929 и 1930 годах, становилась ирландская борзая Мик Миллер.
Как и в футболе, в собачьих бегах нет единого управляющего органа. Существуют полугосударственный Ирландский совет по собачьим бегам (англ. Irish Greyhound Board; ирл. ord na gCon), созданный правительством Республики Ирландия в 1958 году, и Ирландский курсинг клуб (англ. Irish Coursing Club), который помимо собачьих бегов на территории Северной Ирландии также организует охоту на зайца с борзыми по всему острову. В Ирландии есть двадцать лицензированных стадионов для собачьих бегов, в том числе семнадцать в республике и три в Северной Ирландии. Крупнейший из них, Galway Sportsgrounds, на котором также проводят регбийные матчи, расположен в Голуэе и вмещает 5000 зрителей.
После некоторого периода упадка начиная с 1995 года популярность собачьих бегов растёт. Ежегодно ирландцы ставят на бега по несколько миллионов евро. Совет по собачьим бегам вложил немалые деньги в развитие и продвижение собачьих бегов, подавая их как важное социальное событие, были увеличены призовой фонд соревнований, отремонтированы стадионы. Призовой фонд варьируется от нескольких сотен до нескольких тысяч евро. Самым важным соревнованием является ежегодный Paddy Power Greyhound Derby, проходящее в августе в «Шелбурн Парке» и входящей в число самых важных гонок борзых в мире.

## Водные виды спорта
Водные виды спорта в Ирландии включают плавание, серфинг, подводное плавание, водное поло, парусный спорт, греблю на каноэ и каякинг. Хотя многие люди занимаются этими видами спорта, лишь немногие готовы участвовать в соревнованиях. За всю историю Ирландии лишь Мишель Смит удалось добиться больших успехов на международной арене. В 1996 году на олимпиаде в Атланте она смогла выиграть три золотые и одну бронзовую медали. Впрочем в 1998 году Смит признали виновной в употреблении допинга и дисквалифицировали на четыре года, после чего она покинула спорт. Главной ареной для водных видов спорта является Национальный водный центр (англ. National Aquatic Centre), открытый 10 марта 2003 года в Бланчардстауне. В декабре того же года в нём состоялся чемпионат Европы по плаванию на короткой воде, первое такое крупное соревнование состоявшееся в Ирландии, на котором ирландский пловец Эндрю Бри завоевал серебро в плавании на 200 метров брассом, первую для страны европейскую медаль. Главным на острове руководящим органом в плавании и смежных водных дисциплинах является организация «Плавание Ирландии» (англ. Swim Ireland), созданная в 1998 году взамен Ирландской ассоциации любительского плавания.

### Подводный спорт
Ирландия, будучи островом на западной окраине континентального шельфа Европы, идеально подходит для рекреационного дайвинга, в том числе и для сноркелинга. Сезон подводного плавания в Ирландии обычно начинается в марте и заканчивается в октябре. Дайвинг на острове начался в начале 1950-х годов, когда в Белфасте открылось отделение Британского клуба подводного плавания. В 1963 году дайвинг-клубы Республики Ирландии сформировали Ирландский подводный совет (англ. The Irish Underwater Council; ирл. Comhairle Fo-Thuinn, CFT). Совет регулирует все аспекты дайвинга для своих членов и является национальным руководящим органом, признанным правительством Ирландии и представляющим Республику Ирландия во Всемирной конфедерации подводной деятельности. Аналогичную роль в Северной Ирландии играет местная Федерация клубов подводного плавания (англ. Northern Ireland Federation of Sub-Aqua Clubs), которая была сформирована в 1975 году.

## Зимние виды спорта
Зимние виды спорта в Ирландии слабо развиты и не пользуются большим вниманием любителей спорта, во многом из-за мягких зим. Даже в январе и феврале средняя температура составляет 2,5 °C. В результате распространение получили лишь хоккей с шайбой и горнолыжный спорт.

### Хоккей с шайбой
Первый на острове Ирландия матч по хоккею с шайбой (он же хоккей на льду) состоялся в декабре 1939 года в Белфасте. Долгое время в хоккей с шайбой играли в основном в Северной Ирландии. В 1977 году была создана Ирландская ассоциация хоккея на льду (англ. Irish Ice Hockey Association, IIHA), действующая на всём острове. Помимо хоккея на льду она также занимается развитием инлайн-хоккея, аналога хоккея с шайбой, в который играют на роликовых коньках. 21 апреля 1982 года в Дублине состоялся первый официальный хоккейный матч с участием команды из Республики Ирландия. Первая на острове любительская хоккейная лига была создана в начале 1980-х годов. 26 сентября 1997 года Ирландская ассоциация была принята в Международную федерацию хоккея на льду. Толчок развитию хоккея с шайбой дал чемпионат мира по хоккею с шайбой третьего дивизиона, прошедший в апреле 2007 года в Дандолке.
В том же году была учреждена Ирландская лига хоккея на льду (англ. Irish Ice Hockey League), объединяющая шесть любительских команд со всего острова. насчитывающие 428 игроков (из них больше 260 несовершеннолетние). Имеется 4 крытые хоккейные арены, крупнейшая из которых спортивно-развлекательный центр «Одиссей Арена» (англ. Odyssey Arena, вместимость на хоккейных матчах от 5 800 до 7 100 человек) в Белфасте.
Сборная Ирландии по хоккею с шайбой свой первый матч провела в 2004 году. Наибольшего успеха ирландцы добились в 2010 году, заняв первое место на чемпионате мира в третьем дивизионе.
Традиционно хоккей на льду наиболее развит в Северной Ирландии, где имеется единственная на острове профессиональная команда, «Белфаст Джайантс» (англ. Belfast Giants), выступающая в Британской элитной хоккейной лиге. Клуб был создан в 2000 году и первоначально играл в Британской хоккейной суперлиге, успев всего за три года стать по разу чемпионом и финалистом. Перейдя в новую лигу, «Джайантс» четыре раза становился чемпионом лиги, один раз был победителем плей-офф и трижды финалистом, три раза выиграл Кубок вызова и четырежды выходил в его финал, а также был победителем Британского нокаут-кубка.
Самый известный ирландский хоккеист, Оуэн Нолан, родился в Белфасте, но вырос в Канаде. Свою хоккейную карьеру он начал в клубе Юношеской хоккейной ассоциации Онтарио, а затем провёл 18 сезонов в Национальной хоккейной лиге и один сезон в Швейцарской национальной лиге. Чемпион мира 1997 года и Олимпийских игр 2002 года в составе сборной Канады. Также в Ирландии родились ещё несколько известных в 1930—1950-х годах игроков НХЛ: Джим Макфадден, Джек Райли, Сид Финни, Бобби Кирк и Сэмми Макманус. Все эмигрировали из Ирландии будучи детьми и учились играть в хоккей в Канаде.

### Горные лыжи
Национальным центром горнолыжного спорта является Лыжный клуб Ирландии (англ. Ski Club of Ireland), которому принадлежит единственный в стране искусственный горнолыжный комплекс в Килтернане. Начиная с олимпиады в Альбервилле 1992 года ирландские горнолыжники участвуют в зимних Олимпийских играх. Наибольшего успеха добилась Кирстен Макгэрри (англ. Kirsten McGarry), занявшая 32-е место в гигантском слаломе на играх 2006 года в Турине.

## Приключенческие гонки
Приключенческие гонки в Ирландии бывают двух основных разновидностей. Большинство приключенческих гонок можно отнести к спринту, представляя собой комбинацию нескольких спортивных дисциплин, таких как бег по пересечённой местности, горный велосипед и греблю на байдарках. Основные соревнования — Wicklow Adventure Race (WAR) и Gaelforce West. Проводятся также гонки длительностью 24 и 36 часов, такие как Beast of Ballyhoura и Cooley Raid.

## Экстремальные виды спорта
Растёт популярность в Ирландии экстремальных видов спорта, прежде всего таких как скейтбординг, катание на роликах, серфинг, BMX, горный велосипед, маунтинборд, кайтсерфинг и вейкбординг. Хотя многие люди занимаются этими видами спорта, лишь некоторые из них участвуют в соревнованиях. Большинство из этих видов спорта имеют национальные руководящие органы, таких, как Ирландская ассоциация сёрфинга (англ. Irish Surfing Association), и национальные соревнования. С 2005 года в Ирландии было построено несколько скейтпарков (для скейтбординга, катания на роликовых коньках и т. д.). Бетонные скейтпарки имеются в Дублине (Буши-парк и Лукан)Гори и Грейстоунсе. В других частях Ирландии имеются модульные парки.

## Руководящие органы
Развитием спорта с Ирландии занимаются Ирландский совет по спорту (англ. Irish Sports Council; ирл. Comhairle Spóirt na hÉireann), Олимпийский совет Ирландии (англ. Olympic Council of Ireland; ирл. Comhairle Oilimpeach na hÉireann), исполняющий функции национального олимпийского комитета и Паралимпийский совет Ирландии (англ. Paralympics Ireland), исполняющий функции национального паралимпийского комитета.
Ирландский совет по спорту имеет статус statutory authority и был создан 1 июля 1999 года в соответствии со специально принятым законом (англ. Irish Sports Council Act), с целью планировать, проведить и координировать действия по устойчивому развитию спорта в Ирландии. Совет включает восемь основных подразделений: антидопинговая служба; служба корпоративного обслуживания; финансовой службы; High Performance; Ирландский институт спорта; местных спортивных партнёрств; Национальный руководящий орган; Национальный офис управления и исследований. Председатель Совета — Джон Трейси, секретарь — Алан О’Хара.
Олимпийский совет Ирландии был создан в 1922 году под названием Ирландский олимпийский совет (англ. Irish Olympic Council) и своё современное название получил в 1952 году. С самого начала Совет претендовал на то, чтобы представлять в мировом олимпийском движении весь остров Ирландия Между Ирландским олимпийским советом и Британской олимпийской ассоциацией есть договорённость, согласно которой спортсмены Северной Ирландии могут выступать на олимпиадах за Ирландию или Великобританию по собственному выбору. Признан МОК с 1922 года, является членом ЕОК. Президент Совета — Патрик Хикки, генеральный секретарь — Дермот Шерлок. С 1995 года Патрик Хикки является членом Международного олимпийского комитета.
Паралимпийский совет Ирландии был создан в 1987 году как Координационный комитет по участию ирландии в летних Паралимпийских играх 1988. Некоммерческая организация, которая собирает средства и отбирает ирландских спортсменов для участия в Паралимпийских играх. Признан Международным паралимпийским комитетом, член Европейского паралимпийского комитета. Президент — Джеймс Градуэлл, енеральный секретарь — Лиам Харбисон.

## Важнейшие спортивные события
Важнейшим событием в спортивной жизни Ирландии является Всеирландский финал старшего чемпионата по гэльскому футболу, традиционно проходящий в третье воскресенье сентября в Дублине и собирающий больше 80 тысяч зрителей на самом большом стадионе страны — «Кроук Парк». Почти таким же интересом публики и СМИ привлекает и Всеирландский финал старшего чемпионата по хёрлингу в первое воскресенье сентября на «Кроук Парке». Многие из матчей в чемпионатов по гэльскому футболу и хёрлингу собирают на трибунах до 50 тысяч и более зрителей. Популярностью у болельщиков пользуются также матчи Серии футбола по международным правилам (англ. International Rules Series), которую с 1967 года проводят сборная Ирландии по гэльскому футболу и сборная Австралии по австралийскому футболу. Своё название серия получила так как команды играют друг с другом по так называемым международным правилам футбола (англ. International rules football), представляющими собой компромисс между правилами гэльского и австралийского футбола.
Самым большим соревнованиям по количеству участников являются ежегодные Игры Сообщества (англ. Community Games), в которых участвуют до 200 тысяч спортсменов в возрасте от 6 до 16 лет. Первые подобные игры были проведены в 1968 году по инициативе Джозефа Коннолли, первоначально только в Дублине, как способ борьбы с проблемами отсутствия досуга детей. В них приняли участие около 3000 человек. В следующем году на играх соревновались 5000 юных спортсменов. Позднее игры стали проводиться по всему острову. В первой половине года сотни тысяч детей и подростков соревнуются с друг другом в различных видах спорта, таких как лёгкая атлетика, плавание, велогонки и многих других. Два раза в год, в мае и августе, по 3000 лучших спортсменов собираются в кампусе Атлонского технологического института для участия в Национальном финале. Помимо спортивных соревнований игры сопровождаются и культурными мероприятими. В Играх Сообщества участвовали многие позднее прославившиеся ирландские спортсмены, такие как Соня О’Салливан (чемпионка мира 1995 года, трёхкратная чемпионка Европы и серебряный призёр Олимпийских игр по бегу на длинные дистанции), Нил Куинн (игрок сборной Ирландии по футболу и клубов Английской премьер-лиги), Марк Скэнлон (профессиональный велогонщик), Фрэнк О’Мара (двукратный чемпион мира по лёгкой атлетике в помещении в беге на 3000 метров), Джон Трейси (серебряный призёр Олимпийских игр в марафоне и двукратный чемпион мира по бегу по пересечённой местности), Пол О’Коннел и Ронан О’Гара (победители Кельтского Кубка в составе «Манстер Рагби», Чемпионата шести наций и «Большого Шлема» в составе сборной Ирландии по регби).

## Международные достижения
За всю историю участия в Олимпийских играх ирландские спортсмены выиграли 35 медалей, 18 из которых завоевали боксёры. Также призёрами Олимпийских игр становились представители лёгкой атлетики, плавания, академической гребли, парусного спорта и конного спорта. На международном уровне в последние годы Ирландия была особенно успешной в регби, скачках, конкуре, бильярде, любительском боксе (в первую очередь в женском) и гольфе.

## Спортивные объекты
В Ирландии насчитывается семь стадионов вмещающих более 40 тысяч зрителей. Самый большой из них это «Кроук Парк» в Дублине, принадлежащий Гэльской атлетической ассоциации (ГАА). Стадиона может вместить 82 300 человек, являясь четвёртой ареной в Европе по количеству зрителей. В основном он используется для матчей по гэльскому футболу и хёрлингу, а также концертов. ГАА является крупнейшим на острове владельцем спортивных объектов. Ей принадлежит по меньшей мере 43 стадиона вместимостью не менее тысячи зрителей в Республике Ирландия, Северной Ирландии, Англии и Канаде. Из десяти самых больших стадионов Ирландии только один не принадлежит ГАА. Помимо «Кроук Парка» ассоциация владеет такими большими аренами как «Семпл Стэдиум» (Тёрлс, 53 500 мест, № 2 в Ирландии), «Гэлик Граундс» (Лимерик, 49 866 мест, № 4), «О’Киф Парк» (Корк, 43 550 мест, № 5), «Стадион Фицджеральда» (Килларни, 43 180 мест, № 6) и «Макхейл Парк» (Каслбар, 42 000 мест, № 7).
Крупнейший в стране стадион для матчей по регби и футболу, «Авива Стэдиум» (Дублин, 51 700 мест, № 3 в Ирландии) принадлежит Ирландскому регбийному союзу и используется для матчей сборных Ирландии по футболу и регби, а также для игр клуба «Ленстер Рагби». Кроме того, регбийному союзу принадлежат ещё три арены, входящие в первую пятёрку самых больших регбийных стадионов: «Томонд Парк» (Лимерик, 26 500 мест, клуб «Манстер Рагби», № 12), «Дюбарри парк» (Атлон, 10 000 мест, клуб «Баккэнирс Рагби») и «Масгрейв Парк» (Корк, 9 251 место, клуб «Манстер Рагби»). Третьим по вместимости среди регбийных стадионов является стадион Королевского дублинского общества («РДС Арена», 18 500 мест, № 19), используемый для матчей клуба «Ленстер Рагби», финалов Кубка Ирландии по футболу, матчей еврокубков и международных товарищеских игр, а также скачек и концертов.
В Ирландии всего четыре больших футбольных стадиона, из них три («Авива Стэдиум», «Томонд Парк» и «РДС Арена») используются для международных матчей и финалов национального кубка. Лишь один из них, североирландский «Уиндзор Парк» (Белфаст, 24 734 места, ФК «Линфилд» и сборная Северной Ирландии по футболу) является чисто футбольным. Большинство футбольных стадионов острова принадлежат либо клубам либо муниципальным властям и имеют вместимость меньше 8 тысяч зрителей.
В Ирландии в настоящее время имеется три бассейна олимпийских размеров, два из которых открыты для посещения. Крупнейший из них — Национальный водный центр, расположенный в Бланчардстауне. Кроме того, в Ирландии есть несколько больших ипподромов («РДС Арена» в Болсбридже, Curragh Racecourse в Дрихад-Нуа, Fairyhouse Racecourse в Ратоте), стадионов для крикета («Стормонт» в Белфасте, «Клонтарф Крикет Клаб Граунд» в Дублине, «Апритчард Парк» в Бангоре, «Вудвале Роад» в Эглинтоне) и собачьих бегов («Голуэй Спортсграундс» в Голуэе, «Брэндивел Стэдиум» в Дерри и «Драмбо Парк» в Лисберне), а также Национальный легкоатлетический стадион в Дублине.

## СМИ и спорт
Основные газеты Ирландии, в первую очередь наиболее популярные The Irish Examiner, Star, Irish Independent, The Sunday Tribune и The Sunday World, много места уделяют освещению спортивных событий. Традиционно наибольшее внимание газет привлекают английский футбол, гэльский футбол, хёрлинг и конные состязания. Помимо газет в Ирландии есть несколько спортивных журналов, таких как Hogan Stand, посвящённый гэльским играм, также широко доступны многие иностранные спортивные журналы. Спортивные соревнования в Ирландии транслируют FTA-каналы RTÉ 2 и TV3, общественно-правовой TG4 и международный спортивный телеканал Setanta Sports. Большую часть времени выделенного спорту на ирландских телеканалах занимают всё те же обычный футбол, гэльский футбол и хёрлинг. Правами на трансляцию соревнований по гэльскому футболу владеют RTÉ 2 и TG4. Матчи футбольной Лиги Ирландии показывают RTÉ, TG4 и Setanta Sports. Трансляциями английской премьер-лиги и различных европейских соревнований, таких как Лига Чемпионов, занимаются TV3 и RTÉ 2. Помимо них многие жители Ирландии имеют доступ к иностранным каналам, таким как Sky Sports, Eurosport и Attheraces.